# Christoph Albig
Christoph Albig (* 26. Dezember 1924) ist ein ehemaliger deutscher Fußballspieler, der von 1951 bis 1959 in der DDR-Oberliga, der höchsten Liga im DDR-Fußball, für Rotation/Einheit Dresden spielte.

## Sportliche Laufbahn
Erst im Alter von 26 Jahren begann Christoph Albig seine Karriere im DDR-Spitzenfußball. In der Saison 1951/52 wurde er in den Oberligakader der Betriebssportgemeinschaft (BSG) Rotation Dresden aufgenommen und bestritt sein erstes Oberligaspiel am 7. Spieltag bei 3:1-Auswärtssieg bei Stahl Altenburg als Mittelläufer. Diese Position behielt er während der gesamten Spielzeit, in der er von den 36 Punktspielen 23 Partien absolvierte und zu drei Torerfolgen kam. 1952/53 wurde Albig von Trainer Rudolf Berthold zunächst wieder im Mittelfeld, vom 16. Spieltag an als rechter Verteidiger und in den letzten Saisonspielen als halblinker Stürmer eingesetzt. In den 32 Oberligaspielen bot Berthold Albig in 30 Begegnungen auf. Auch in den nächsten beiden Spielzeiten war Albig mit 22 bzw. 24 Einsätzen Stammspieler auf unterschiedlichen Positionen, während seine Mannschaft 1954 von der BSG Rotation zum SC Einheit Dresden wechselte. Im Herbst 1955 wurde der DDR-Fußball nach sowjetischem Vorbild auf das Kalenderjahrsystem umgestellt, sodass eine Zwischenrunde eingeführt werden musste. In der Oberliga fanden dreizehn Spiele statt, davon bestritt Albig elf Partien. In den Spielzeiten 1956 bis 1958 absolvierte er bei den 78 ausgetragenen Oberligaspielen 65 Begegnungen. 1958 gewann Albig mit dem SC Einheit den FDGB-Pokal. Beim 2:1-Sieg über den SC Lokomotive Leipzig stand er als rechter Verteidiger im Endspiel. Auf dieser Position bestritt Albig in der Saison 1959 auch seine letzten 13 Oberligaspiele, die er alle in der Hinrunde absolvierte. Als 34-Jähriger beendete Christoph Albig danach seine Laufbahn als Leistungsfußballer.